# Црква Светог Василија Великог у Коњицу
Црква Светог Василија Великог је српска православна црква која се налази у Коњицу. Припада епархији захумско-херцеговачкој и приморској, посвећена је Василију Великом, а основана је 1886. године.

## Локација
Црква се налази на локалитету Варда у Коњицу на регионалном путу Р435. Главна осовина цркве је у правцу исток-запад, а улаз у цркву налази се на западној страни, док се олтарска апсида налази на источној страни.
Приступ цркви могућ је са западне стране из простора мањег дворишта. Црквено двориште је ограђено каменим зидом на којем се налази дворишна капија. У непосредној близини цркве налази се Вардачка џамија.

## Изглед цркве
Црква је оријентисана у смеру исток-запад, а црквени улаз је на западној страни. Објекат је правоугаоне основе, а његове спољашње димензије су 9 х 18 м. Садржи једну полукружно завршену апсиду на источној страни објекта и две апсиде прислоњене уз јужни и северни зид. У основи апсиде су полукружне и њихов унутрашњи радијус је око 1,6 м. Са спољашње стране простори апсида се завршавају ниже од стрехе двоводног крова објекта и прекривене су лимом. Црквени звоник налази се изнад припрате, квадратне је основе, а кров звоника има облик лука са издуженим кубичним наставком који је прекривен лимом.
Црква садржи припрату, наос и олтарски простор. Димензије припрате су око 5,9 х 3,2 м, наоса 11,4 х 5,9 м, док су димензије олтара око 5,9 х 3,2 м. Олтарски простор са проскомидијом, ђакониконом и часном трпезом смештен је у источној апсиди.
Црквена галерија се налази изнад простора припрате и димнезије је око 5,9 х 3,2 м, а ослоњена је на два камена стуба између којих се налазе пролази. У галерију се долази преко једнокраког дрвеног степеништа ширине 0,8 м које је смештено уз северни зид цркве. Дрвена ограда степеништа је висине 100 цм, а висина дрвене ограде галерије је исто толико. Преко галерије је могуће приступити степеништву црквеног торња. Кота пода галерије је за 3,9 м виша у односу на коту пода приземља цркве. Подна облога галерије је дрвена, а изведена је од подних дасака, док је под у наосу израђен од камених плоча.
Црква је израђена од масивних камених зидова, који су на источној и западној страни дебљине око 110 цм, док су на јужној и северној страни дебљине око 70 цм. На јужном и северном зиду налазе се по два пиластра, димензије 105 х 85 цм. Пиластри се налазе на 2,15 м од источног зида на растојању од 3,5 м. На делу припрате налазе се по два масивна стуба израђена од камена димензија 105 х 105 цм. Стубови иду до висине таванице, а простор између њих је засвођен са три полукружне волте. Зидови објекта су малтерисани цементним малтером са спољашње и унутрашње стране.
Цркву прекрива двоводни кров који има дрвену конструкцију, а кровни носач је од лима. Наос цркве је осветљен са јужнон и северног дела, где се налазе три прозорска отвора. Један прозор се налази и у апсиди на источној страни цркве. Унутрашње мере ових прозора су 3 х 65 цм. Сви црквени прозори су изворни и израђени од дрвета, а састоје се од 14 устакљених поља. Са спољашње стране прозори имају камене оквире и гвоздене решетке. Главни улазни портал налази се на западној страни, а његове димнезије су 1,8 х 3, 3, м. Врата су дрвена и двокрилна, засведена са каменим рамом. Црквени плафон је раван  израђен од гипсаних плоча. Висина цркве од пода до плафона је 8 м. Олтарски просторје од простора наоса одвојен иконостасом, а уздигнут је за три степеника од простора наоса. Његова дубина је 3,2 м, а средишње место у олтару заузима часна трпеза.
Од олтарског простора, наос је одвојен дрвеним иконостасом који је дужине 5,9, а висине око 4,2 м. По висини, а према простору наоса, иконостас је рашчањен са два профилирана венца и завршним венцем на круни иконостаса, који има таласасти завршетак. У апсидалном зиду олтарског простора изведене су три нише, које служе за обављање литургија односно у функцији су проскомидије и ђаконикона.
Иконостасна преграда украшена је рељефномм флоралном орнаментиком, а на њој су четири хоризонталне целине. Средњи део хоризонталне целине је резервисан за Царске двери. Лево и десно од Царских двери су предвиђена три оквира за иконе, док је средишњи део друге хоризонталне целине представљао простор изнад Царских двери и ту је била смештена икона са представом Тајне вечере. Лево и десно од ове сцене у иконостасу су три четвртаста оквира. Средишњи део треће хоризонталне целине заузимао је велики полукружно завршен простор. На његовом врху је постављен крст. Овај елемент протезао се и кроз четврту хоризонталну зону, лево и десно од овог елемента у трећој хоризонталној зони у иконостасној прегради се налазе три кружна отвора за смештај икона. Четврту хоризонталну зону чине три полукружно завршена елемента са обе стране преходно поменутог елемента, који се протеже кроз трећу и четврту зону.
Покретно наслеђе цркве чине иконе Христоса Пантократора из 16. века, Светог Николе Чудотворца из 20. века, Светог Јована крститеља из 1929. године, Свете преподобне мати Параскеве из 1929. године и Светог Архангела Михаила која је настала око 1915. године.

## Историјат
Црква Светог Василија Великог изграђена је 1886. године, на локалитету Варда, о чему је била обавештена и шира јавност. Изградња цркве је завршена 26. октобра 1886. године. Ентеријер цркве је грађен поступно у периоду од четрдесет године.
Велику црквену вредност имале су иконостасне преграде које су радили дрворезбари Сулејман Хаџизукић и Салко Алагић, око 1825. године. Иконе за иконостасну преграду је израдио Срето Домић, 1929. године.
У периоду од 1988. до 1989. године на цркви је замењен кровних покривач, обновљена фасада и о постављене су камене плоче на сосклу, израђено је ново степениште за галерију и улазна врата.
Током рата у Босни и Херцеговини уништен је иконостас, а иконе су украдене. Зграда цркве као и њена унутрашњост су такође уништени током рата.
Године 2006. извршена је санација унутрашњег дела цркве, када су постављене плоче на таваници и обојени зидови објекта. Комисија за очување националних споменика донела је одлуку на седници одржаној од 20. до 27. новембра 2007. године да се црква заједно са пет икона прогласи националним спомеником Босне и Херцеговине.
У септембру. 2008. године црква је оштећена и опљачкана, разбијени су прозори, полупан је инвентар, оштећене иконе и однет новац. У ранијим нападима на овај храм разбијани су прозори и исписивани увредљиви графити.